# Heinrich II. (Brandenburg)

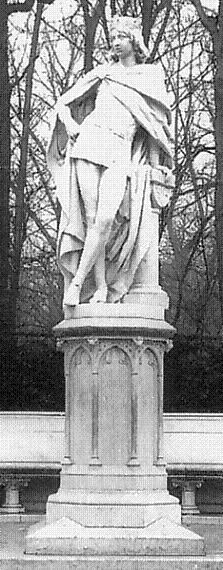
Denkmal in der ehemaligen Siegesallee in Berlin, 1900

Heinrich II. von Brandenburg, der Jüngere, genannt auch Heinrich das Kind (* um 1308; † Juli 1320 in Prenzlau), aus dem Geschlecht der Askanier war als Kind für kurze Zeit (1319–1320) Markgraf von Brandenburg.

## Leben
Heinrichs Eltern waren Markgraf Heinrich I. von Brandenburg und Agnes von Bayern, Tochter von Herzog Ludwig II. Heinrich hatte drei ältere Schwestern.
Heinrich folgte elfjährig seinem kinderlos verstorbenen Vetter Waldemar von Brandenburg als Markgraf von Brandenburg. Der pommersche Herzog Wartislaw IV. führte als Vormund die Regierungsgeschäfte in Brandenburg und erließ in dieser Eigenschaft beispielsweise eine Landesverordnung für die Neumark. Ihm wurde unterstellt, seine Vormundschaft zur Durchsetzung  pommerscher Interessen zu nutzen. Daraufhin griff Heinrichs askanischer Verwandter Herzog Rudolf I. von Sachsen-Wittenberg ein und versuchte, die Vormundschaft an sich zu ziehen. König Ludwig IV., ein Halbbruder von Heinrichs Mutter, erklärte Heinrich für mündig, versagte ihm aber die Belehnung mit der Mark Brandenburg.
Sein früher Tod im Jahre 1320 verhinderte eigenständige Aktionen des jungen Markgrafen und bedeutete darüber hinaus das Ende der brandenburgischen Linie der Askanier. Laut der Sage Lütt Heinrich fand er seine letzte Ruhestätte in einem Gewölbe der Sankt-Maria-Kirche zu Prenzlau. König Ludwig IV. zog Brandenburg als erledigtes Reichslehen ein und belehnte 1323, unter Umgehung der sächsisch-anhaltischen Linie der Askanier, seinen Sohn Ludwig mit der Mark Brandenburg.

## Denkmal
Standbild Heinrichs von August Kraus in der ehemaligen Berliner Siegesallee mit den beiden Büsten Wartislaw IV. und Ritter Wedigo von Plotho, enthüllt am 22. März 1900 als Denkmalgruppe 9. Für den knabenhaft gestalteten Markgrafen diente dem Bildhauer Kraus der französische Cellist Paul Bazelaire als Modell, der zur Zeit der Arbeiten gerade in Berlin zu Gast war.